# ليا مكاناس
ليا مكاناس(ولدت في 18 حزيران/يونيو 1999) في بيروت، هِيَ رَئيسَة فَرنسِيَّة-لُبنانِيَّة لِجَمعية خَيريَّة وكاتبة ورائدة أعمال.

## حياتها
في يونيو 2014 وهي في سن 14، نَشَرَت رِوايَتَها الأولى، وفي يناير عام 2015 نشرت رِوايَتها الثانية في نَفس دار النشر، والتي نشرت منها جزء قبل ذلك، كانت الأكثر مبيعاً في الأمازون-فرنسا من يناير إلى مارس من ذلك العام. وأكدت في كانون الأول/ديسمبر 2016 على كتابة رِوايَتها الثالثة في مُقابَلة على القناة الفرنسية LCI.
في 25 أكتوبر / تشرين الأول 2014، توفيت جدتها عايدة يونس بعد صراع مع مرض ابيضاض الدم لمدة 17 يوماً. كانت صدمة للفتاة التي تبلغ 15 عاماً فقط والتي كانت بالنسبة لها «نموذجاً لا يُمكن الإستِغناء عَنه»}}. وفي يناير 2015، أنشأت جمعية باسم جدتها عايدة والتي تهدف إلى:
- مساعدة المرضى.
- دعم البحوث الطبية.
- توعية الشباب بالمرض.

ومع 200 من المتطوعين و149 من الأسر الداعمة، نمت جمعية عايدة بِسُرعَة وأصبحت لِيا أصغر رَئيسة لِجمعية خَيرية في أوروبا. وتم مكافأتها بالعديد من الجوائز مثل جائِزَة الشَّباب والمُتَطوعون عام2015، والجوائز التي نُظِّمت بالشَّراكَة مَع جوجل. تفاجأت ليا من هذا النجاح وقالت:«قبل ذلك كنت خجولة وكنت أكره التكلم علناً. اليوم، لم أجد فقط معنى في حياتي فحسب، بَل اكتشفت نفسي التي لم أكن أعرفها حقا!» قالتها في مقابلة مع المجلة الفرنسية فيمينا في تشرين الأول/أكتوبر 2016.
ومنذ إنشاء جمعية عايدة، كثيراً ما كانت الفتاة الشابة مثالاً يُحتذى بِه على مُشاركة الشَّباب، بِما في ذلك المُشارَكة في تي أف 1 بتوقيت 13:00 في 18 كانون الأول/ديسمبر 2016  وكذلك في التاريخ والجغرافيا والتربية المدنية الذي أعدَّته بيلين في أيلول/سبتمبر 2016.

## الأعمال
- العمل الأول في يونيو 2014 (ISBN 978-2-312-02265-9)
- العمل الثاني في يناير 2015 (ISBN 978-2-312-03368-6)

## وصلات خارجية
- http://catalogue.bnf.fr/ark:/12148/cb16957227v